# 拉丁美洲被切开的血管
《拉丁美洲被切開的血管》（西班牙語：Las Venas Abiertas de América Latina）是烏拉圭記者、作家兼詩人愛德華多·加萊亞諾的歷史分析著作，利用政治經濟學和獨特的歷史敘事結構重組拉丁美洲歷史，出版於1971年，其後被翻譯成20種語言。

## 內容簡介
本書分析哥倫布「發現」美洲大陸開始的拉丁美洲歷史，作者指出拉丁美洲由於擁有着豐富農產、礦產和勞動力資源，因而先後吸引歐洲及美國殖民主義掠奪，把拉丁美洲的民族工業扼殺在萌芽階段，阻礙國內消費市場的發展，以致此地區長期依賴出口石油、鐵礦、銅礦、肉類、水果、咖啡、原料、糧食等資源而維生，在強迫自由貿易下無法進行經濟自主，結果遭受富國重重剝削。

## 背景
愛德華多·加萊亞諾於1971年撰寫《拉丁美洲被切開的血管》，當時他正受聘於蒙特維多大學（Universidad de Montevideo）出版部門，並同時擔任獨立記者和書籍編輯。他曾經表示自己花費了四年時間搜集和研究所需資料，並利用約九十日撰寫此書。由於本書含左翼觀點，因而先後遭到巴西、智利、阿根廷及烏拉圭的右翼政府查禁，作者亦隨着烏拉圭軍人政權於1973年上台而被迫流亡海外。

## 文化意義
委內瑞拉總統烏戈·查維茲曾經在2009年第五屆美洲國家首腦會議時，向美國總統奧巴馬贈送此書的西班牙版本。事件令此書聲名大噪，在Amazon.com線上書店的銷量一夕間升至暢銷榜首位。